# Benet Margarit i Font
Benet Margarit i Font (Olesa de Montserrat, 1878 - Ullastrell, 1936) fou un industrial i polític català.
Era fill de Joan Margarit Carreras i de Teresa Font Graus, naturals d'Olesa de Montserrat. Fou propietari a Olesa del Vapor Cremat i de la societat Paños Margarit i tresorer de la Junta Directiva del Patronat de l'Hospital d'Olesa.

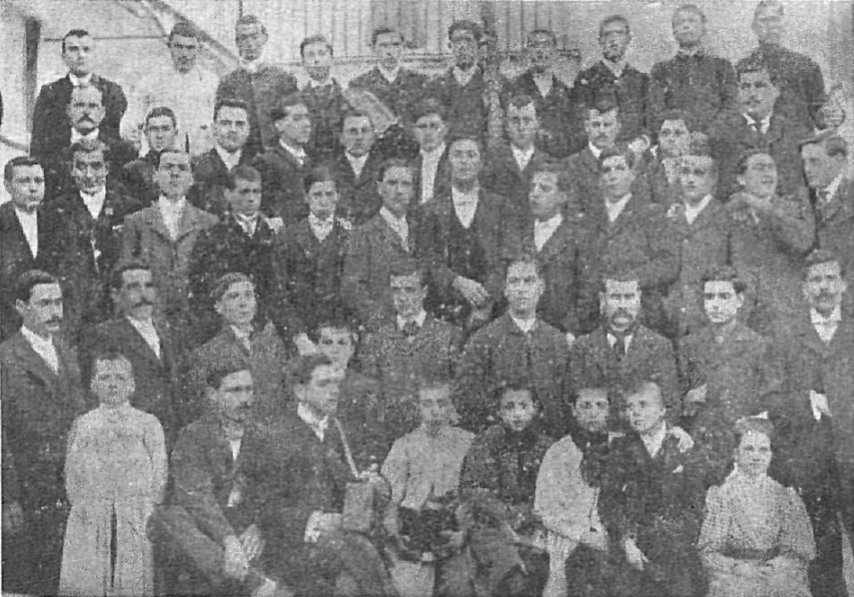
Caramelles del Centre Tradicionalista d'Olesa (1907). Benet Margarit és el primer de la segona filera des de baix.

A principis del segle xx era secretari del Círcol Tradicionalista local i l'any 1930 exercia de cap de la Comunió Tradicionalista al districte de Terrassa, càrrec que va mantindre durant la Segona República. També fou director a Olesa del periòdic tradicionalista quinzenal Rubricata (1933-1935), dedicat principalment a la difusió dels seus ideals i a temes artístics, literaris i d'informació local.
Benet Margarit va ser un dels precursors del desenvolupament i auge de la Passió d'Olesa de Montserrat amb altres carlins de la Companyia Teatral del Centre Tradicionalista local, que l'any 1933 es va fer càrrec de les representacions al Teatre Olesa, millorant-ne el vestuari, decorats, luminotècnia, presentació, etc.
El 9 de setembre de 1934 va ser un dels 93 carlins detinguts en l'aplec tradicionalista de Can Tobella, a Olesa de Montserrat, per ordre de Miquel Badia, Comissari General d'Ordre Públic de la Generalitat. Va ingressar a la Presó Model de Barcelona fins al 18 de setembre, quan va ser posat en llibertat degut a l'absència de càrrecs contra ell.
Era regidor a l'Ajuntament d'Olesa. Després de l'esclat de la Guerra Civil espanyola, fou assassinat per milicians el 26 de juliol del 1936 a la carretera de Terrassa-Martorell amb el seu fill Josep Margarit Duran, Josep Tobella i tres víctimes més, la majoria d'ells carlins. El diari La Vanguardia afirmà que els cadàvers s'havien trobat l'1 d'agost en la cruïlla amb Ullastrell. Posteriorment van ser enterrats en el cementiri de Terrassa.
Estava casat amb Carme Duran i Duran. Un dels seus nets, Benet Margarit i Rafa, fundà l'any 1945 a Sarrià la primera de les Xarcuteries Margarit. A Olesa hi ha un carrer que duu el nom de Benet Margarit Font.